# Weirgor (Wisconsin)
Weirgor es un pueblo ubicado en el condado de Sawyer en el estado estadounidense de Wisconsin. En el Censo de 2010 tenía una población de 332 habitantes y una densidad poblacional de 3,73 personas por km².

## Geografía
Weirgor se encuentra ubicado en las coordenadas 45°42′2″N 91°14′3″O / 45.70056, -91.23417. Según la Oficina del Censo de los Estados Unidos, Weirgor tiene una superficie total de 89.1 km², de la cual 86.88 km² corresponden a tierra firme y (2.48%) 2.21 km² es agua.

## Demografía
Según el censo de 2010, había 332 personas residiendo en Weirgor. La densidad de población era de 3,73 hab./km². De los 332 habitantes, Weirgor estaba compuesto por el 93.07% blancos, el 0.3% eran afroamericanos, el 1.81% eran amerindios, el 0.6% eran asiáticos, el 0% eran isleños del Pacífico, el 0% eran de otras razas y el 4.22% pertenecían a dos o más razas. Del total de la población el 0.6% eran hispanos o latinos de cualquier raza.